# Marchesi nelle parie britanniche
Questa pagina indica tutti i titoli marchionali esistenti, estinti, dormienti, abbandonati o sequestrati nelle parie d'Inghilterra, Scozia, Gran Bretagna, Irlanda e Regno Unito.

## Introduzione ai marchesati britannici
Il titolo di marchese di Dublino (meglio descritto come anglo-irlandese) è stato il primo ad essere creato di questa tipologia nel 1385, ma dopo alcune creazioni il titolo venne revocato. Il titolo di marchese di Pembroke, creato nel 1532 da Enrico VIII per Anna Bolena, fu il primo titolo ereditario garantito ad una donna per suo diritto (indicata appunto come "marchesa" nella patente di concessione). Il titolo inglese di marchese di Winchester, creato nel 1551, è il più antico tra quelli ancora oggi esistenti, ed è pertanto primo marchese d'Inghilterra.

## Marchesati nella Parìa d'Inghilterra, 1385–1707
- Indica un marchesato esistente.

| Titolo                          | Data di creazione | Cognome    | Status attuale                     | Note |
| ------------------------------- | ----------------- | ---------- | ---------------------------------- | --- |
| Marchese di Dublin              | 1 dicembre 1385   | Vere       | Revocato il 13 ottobre 1386        | Creato Duca d'Irlanda nel 1386. Il titolo è da alcuni considerato come parte della parìa d'Irlanda. Creazione a vita. |
| Marchese di Dorset              | 29 settembre 1397 | Beaufort   | Privato il 6 ottobre 1399          | Anche Marchese di Somerset                                                                                            |
| Marchese di Somerset            | 29 settembre 1397 | Beaufort   | Privato il 6 ottobre 1399          | Anche Marchese di Dorset                                                                                              |
| Marchese di Dorset              | 24 giugno 1442    | Beaufort   | Revocato il 3 aprile 1464          | Creato Duca di Somerset nel 1448; revocato dal 1461 al 1463                                                           |
| Marchese di Suffolk             | 14 settembre 1444 | de la Pole | Rinuncia il 26 febbraio 1493       | Creato Duca di Suffolk nel 1448                                                                                       |
| Marchese di Montagu             | 25 marzo 1470     | Neville    | Revocato il 14 aprile 1471         | |
| Marchese di Dorset              | 18 aprile 1475    | Grey       | Revocato il 23 febbraio 1554       | Revocato dal 1483 al 1485; creato Duca di Suffolk nel 1551.                                                           |
| Marchese di Berkeley            | 28 gennaio 1489   | Berkeley   | Estinto dal 14 febbraio 1492       | |
| Marchese di Exeter              | 18 giugno 1525    | Courtenay  | Revocato il 9 gennaio 1539         | |
| Marchese di Pembroke            | 1º settembre 1532 | Boleyn     | Revocato il 19 maggio 1536         | Anna Bolena fu anche regina consorte dal 1533 al 1536                                                                 |
| Marchese di Northampton         | 16 febbraio 1547  | Parr       | Estinto il 28 ottobre 1571         | Revocato dal 1554–13 gennaio 1559                                                                                     |
| Marchese di Winchester          | 11 ottobre 1551   | Paulet     | Esistente                          | Creato Duca di Bolton nel 1689, titolo quest'ultimo estinto nel 1794                                                  |
| Marchese di Buckingham          | 1º gennaio 1618   | Villiers   | Estinto il 16 aprile 1687          | Creato Duca di Buckingham nel 1623                                                                                    |
| Marchese di Hertford            | 3 giugno 1641     | Seymour    | Estinto il 29 aprile 1675          | Restaurato al duca di Somerset nel 1660                                                                               |
| Marchese di Worcester           | 2 marzo 1643      | Somerset   | Esistente                          | Creato duca di Beaufort nel 1682                                                                                      |
| Marchese di Newcastle-upon-Tyne | 27 ottobre 1643   | Cavendish  | Estinto il 26 luglio 1691          | Creato Duca di Newcastle-upon-Tyne nel 1665                                                                           |
| Marchese di Dorchester          | 25 marzo 1645     | Pierrepont | Estinto l'8 dicembre 1680          | |
| Marchese di Halifax             | 17 agosto 1682    | Saville    | Estinto il 31 agosto 1700          | |
| Marchese di Powis               | 24 marzo 1687     | Herbert    | Estinto l'8 marzo 1748             | |
| Marchese di Carmarthen          | 9 aprile 1689     | Osborne    | Estinto il 20 marzo 1964           | Creato duca di Leeds nel 1694                                                                                         |
| Marchese di Harwich             | 10 aprile 1689    | Schomberg  | Estinto il 5 luglio 1719           | Titolo sussidiario del duca di Schomberg; anche duca di Leinster nella parìa d'Irlanda dal 1693                       |
| Marchese di Alton               | 30 aprile 1694    | Talbot     | Estinto il 1º febbraio 1718        | Titolo sussidiario del duca di Shrewsbury                                                                             |
| Marchese di Normanby            | 10 maggio 1694    | Sheffield  | Estinto il 30 ottobre 1735         | Creato duca di Buckingham e Normanby nel 1703                                                                         |
| Marchese di Tavistock           | 11 maggio 1694    | Russell    | Esistente                          | Titolo sussidiario del duca di Bedford                                                                                |
| Marchese di Hartington          | 12 maggio 1694    | Cavendish  | Esistente                          | Titolo sussidiario del duca del Devonshire                                                                            |
| Marchese di Clare               | 14 maggio 1694    | Holles     | Estinto il 15 luglio 1711          | Titolo sussidiario del duca di Newcastle                                                                              |
| Marchese di Blandford           | 14 dicembre 1702  | Churchill  | Esistente                          | Titolo sussidiario del duca di Marlborough                                                                            |
| Marchese di Granby              | 29 marzo 1703     | Manners    | Esistente                          | Titolo sussidiario del duca di Rutland                                                                                |
| Marchese di Monthermer          | 14 aprile 1705    | Montagu    | Estinto nel 1749                   | Titolo sussidiario del duca di Montagu                                                                                |
| Marchese di Cambridge           | 9 novembre 1706   | Guelfi     | Unito alla Corona l'11 giugno 1727 | Titolo sussidiario del duca di Cambridge; anche principe di Galles, duca di Cornovaglia e duca di Rothesay dal 1714   |
| Marchese di Kent                | 14 novembre 1706  | Grey       | Estinto il 5 giugno 1740           | Creato duca di Kent nel 1710; creato Marchese Grey nel 1740                                                           |
| Marchese di Lindsey             | 21 dicembre 1706  | Bertie     | Estinto l'8 febbraio 1809          | Creato duca di Ancaster e Kesteven nel 1715                                                                           |
| Marchese di Dorchester          | 23 dicembre 1706  | Pierrepont | Estinto il 23 settembre 1773       | Creato duca di Kingston-upon-Hull nel 1715                                                                            |

## Marchesati nella parìa di Scozia, 1488–1707
- Indica un marchesato esistente.

| Titolo                         | Data di creazione | Cognome                          | Status attuale                     | Note |
| ------------------------------ | ----------------- | -------------------------------- | ---------------------------------- | --- |
| Marchese di Ormonde            | 28 gennaio 1488   | Stewart                          | Estinto il 17 gennaio 1504         | Titolo sussidiario del duca di Ross |
| Marchese di Fife               | 12 maggio 1567    | Hepburn                          | Revocato il 29 dicembre 1567       | Titolo sussidiario del duca di Orkney |
| marchese di Hamilton           | 17 aprile 1599    | Hamilton                         | Estinto il 12 settembre 1651       | Creato duca di Hamilton nel 1643 |
| Marchese di Huntly             | 17 aprile 1599    | Gordon                           | Esistente                          | Creato duca di Gordon nel 1684, titolo che si estinse nel 1836 |
| Marchese di Ormonde            | 23 dicembre 1600  | Stewart                          | Unito alla Corona il 27 marzo 1625 | Titolo sussidiario del duca di Albany; creato duca di York nella parìa d'Inghilterra nel 1605; anche principe di Galles, duca di Cornovaglia e duca di Rothesay dal 1612  |
| marchese di Wigtown            | 1602              | Stewart                          | Estinto nel 1602                   | Titolo sussidiario del duca di Kintyre e Lorne |
| Marchese di Douglas            | 14 giugno 1633    | Douglas                          | Esistente                          | Creato duca di Douglas nel 1703, titolo quest'ultimo estinto nel 1761; anche duca di Hamilton e duca di Brandon dal 1761                                                  |
| Marchese di Argyll             | 15 novembre 1641  | Campbell                         | Revocato il 27 maggio 1661         | |
| Marchese di Clydesdale         | 12 aprile 1643    | Hamilton                         | Esistente                          | Titolo sussidiario del duca di Hamilton |
| Marchese di Montrose           | 6 maggio 1644     | Graham                           | Esistente                          | Creato duca di Montrose nel 1707 |
| Marchese di March              | 1 maggio 1672     | Maitland                         | Estinto il 24 agosto 1682          | Titolo sussidiario del duca di Lauderdale |
| Marchese di Atholl             | 17 febbraio 1676  | Murray                           | Esistente                          | Creato duca di Atholl nel 1703 |
| Marchese di Bambreich          | 29 maggio 1680    | Leslie                           | Estinto il 27 luglio 1681          | Titolo sussidiario del duca di Rothes |
| Marchese di Queensberry        | 11 febbraio 1682  | Douglas                          | Esistente                          | Creato duca di Queensberry nel 1684. I titoli vennero separati dal 1711 al 1715 e nuovamente dal 1810                                                                     |
| Marchese di Dumfriesshire      | 3 novembre 1684   | Douglas                          | Esistente                          | Titolo sussidiario del duca di Queensberry; anche marchese di Queensberry dal 1684 al 1711 e dal 1715 al 1810; anche duca di Buccleuch dal 1810                           |
| Marchese di Teeddale           | 17 dicembre 1694  | Hay                              | Esistente                          | |
| Marchese di Kintyre e Lorne    | 23 giugno 1701    | Campbell                         | Esistente                          | Titolo sussidiario del duca di Argyll; creato duca di Greenwich nella parìa di Gran Bretagna dal 1719 al 1743; creato duca di Argyll nella parìa del Regno Unito nel 1892 |
| Marchese di Lothian            | 23 giugno 1701    | Kerr                             | Esistente                          | |
| Marchese di Annandale          | 24 giugno 1701    | Johnston/Johnstone/Vanden Bempde | Quiescente dal 29 aprile 1792      | |
| Marchese di Angus e Abernethy  | 10 aprile 1703    | Douglas                          | Estinto nel 1761                   | Titolo sussidiario del duca di Douglas |
| Marchese di Tullibardine       | 30 giugno 1703    | Murray                           | Esistente                          | Titolo sussidiario del duca di Atholl; anche Marchese di Atholl |
| Marchese di Graham e Buchanan  | 24 aprile 1707    | Graham                           | Esistente                          | Titolo sussidiario del duca di Montrose |
| Marchese di Bowmont e Cessford | 25 aprile 1707    | Ker                              | Esistente                          | Titolo sussidiario del duca di Roxburghe |

## Marchesati nella Parìa di Gran Bretagna, 1707–1801
- Indica un marchesato esistente.

| Titolo                     | Data di creazione | Cognome                 | Status attuale                       | Note |
| -------------------------- | ----------------- | ----------------------- | ------------------------------------ | --- |
| Marchese di Beverley       | 26 maggio 1708    | Douglas                 | Estinto il 22 ottobre 1778           | Titolo sussidiario del duca di Dover, che era anche duca di Queensberry e marchese del Dumfriesshire nella parìa di Scozia e marchese di Queensberry dal 1708 al 1711 e dal 1715 al 1778 |
| Marchese di Wharton        | 15 febbraio 1715  | Wharton                 | Estinto il 31 maggio 1731            | Anche marchese di Malmesbury e marchese di Catherlough nella parìa d'Irlanda; creato duca di Wharton nel 1718 |
| Marchese di Malmesbury     | 15 febbraio 1715  | Wharton                 | Estinto il 31 maggio 1731            | Anche marchese di Wharton e marchese di Catherlough nella parìa d'Irlanda; creato duca di Wharton nel 1718 |
| Marchese di Clare          | 11 agosto 1715    | Pelham-Holles           | Estinto nel 1768                     | Titolo sussidiario del duca di Newcastle-upon-Tyne |
| Marchese di Titchfield     | 6 luglio 1716     | Bentinck                | Estinto il 30 luglio 1990            | Titolo sussidiario del duca di Portland |
| Marchese di Carnarvon      | 29 aprile 1719    | Brydges                 | Estinto il 29 settembre 1789         | Titolo sussidiario del duca di Chandos |
| Marchese di Brackley       | 18 giugno 1720    | Egerton                 | Estinto l'8 marzo 1803               | Titolo sussidiario del duca di Bridgewater |
| Marchese dell'Isola di Ely | 26 luglio 1726    | Guelfi                  | Unito alla Corona il 25 ottobre 1760 | Titolo sussidiario del duca di Edimburgo; anche principe di Galles dal 1727; anche duca di Cornovaglia nella parìa d'Inghilterra e duca di Rothesay nella parìa di Scozia dal 1727 al 1751. Il marchesato venne indicato erroneamente da alcune fonti d'epoca come "marchesato dell'Isola di Wight" |
| Marchese di Berkhampstead  | 27 luglio 1726    | Guelfi                  | Estinto il 31 ottobre 1765           | Titolo sussidiario del duca di Cumberland |
| Marchese Grey              | 19 maggio 1740    | Grey                    | Estinto il 19 gennaio 1797           | Anche duca di Kent sino al 1740, quando il titolo si estinse; passò per patente speciale alla nipote dell'ultimo titolare. |
| Marchese di Rockingham     | 19 aprile 1746    | Watson-Wentworth        | Estinto il 2 luglio 1782             | |
| Marchese di Monthermer     | 5 novembre 1766   | Montagu                 | Estinto il 23 maggio 1790            | Titolo sussidiario del duca di Montagu |
| Marchese di Buckingham     | 4 dicembre 1784   | Temple-Nugent-Grenville | Estinto il 26 marzo 1889             | Creato Duca di Buckingham e Chandos nel 1822 |
| Marchese di Lansdowne      | 6 dicembre 1784   | Petty-Fitzmaurice       | Esistente                            | |
| Marchese di Stafford       | 1º marzo 1786     | Leveson-Gower           | Esistente                            | Creato duca di Sutherland nel 1833 |
| Marchese Townshend         | 31 ottobre 1787   | Townshend               | Esistente                            | |
| Marchese di Salisbury      | 18 agosto 1789    | Cecil                   | Esistente                            | |
| Marchese di Bath           | 24 agosto 1789    | Thynne                  | Esistente                            | |
| Marchese di Abercorn       | 15 ottobre 1790   | Hamilton                | Esistente                            | Creato duca di Abercorn nella parìa d'Irlanda nel 1868 |
| Marchese Cornwallis        | 8 ottobre 1792    | Cornwallis              | Estinto il 9 agosto 1823             | |
| Marchese di Hertford       | 5 luglio 1793     | Seymour-Conway          | Esistente                            | |
| Marchese di Bute           | 21 marzo 1796     | Stuart                  | Esistente                            | |

## Marchesati nella parìa d'Irlanda, 1642–1825
- Indica i marchesati esistenti.

| Titolo                  | Data di creazione | Cognome          | Status attuale               | Note |
| ----------------------- | ----------------- | ---------------- | ---------------------------- | --- |
| Marchese di Ormonde     | 30 agosto 1642    | Butler           | Estinto il 17 dicembre 1758  | Creato duca di Ormonde nel 1661 e duca di Ormonde nella paria d'Inghilterra nel 1682; il titolo non venne usato dal terzo duca dal 1745 al 1758 |
| Marchese di Antrim      | 26 gennaio 1645   | MacDonnell       | Estinto il 3 febbraio 1682   | |
| Marchese di Clanricarde | 21 febbraio 1646  | Burke            | Estinto nel luglio del 1657  | |
| Marchese di Catherlough | 7 gennaio 1715    | Wharton          | Estinto il 31 maggio 1731    | Creato Marchese di Wharton e Marchese di Malmesbury nella parìa di Gran Bretagna dopo il 1715. Creato duca di Wharton nel 1718.                 |
| Marchesa di Dungannon   | 18 luglio 1716    | Schulenberg      | Estinto il 10 maggio 1743    | Titolo sussidiario della duchessa di Munster; creata duchessa di Kendal nella parìa di Gran Bretagna nel 1719; parìa a vita                     |
| Marchese di Kildare     | 3 marzo 1761      | FitzGerald       | Esistente                    | Creato duca di Leinster nel 1766 |
| Marchese di Clanricarde | 17 agosto 1789    | de Burgh-Canning | Estinto l'8 dicembre 1797    | |
| Marchese di Antrim      | 18 agosto 1789    | MacDonnell       | Estinto il 29 luglio 1791    | |
| Marchese di Waterford   | 19 agosto 1789    | Beresford        | Esistente                    | |
| Marchese di Downshire   | 20 agosto 1789    | Hill             | Esistente                    | |
| Marchese di Donegall    | 27 giugno 1791    | Chichester       | Esistente                    | |
| Marchese di Drogheda    | 5 luglio 1791     | Moore            | Estinto il 29 giugno 1892    | |
| Marchese Wellesley      | 2 dicembre 1799   | Wellesley        | Estinto il 26 settembre 1842 | |
| Marchese di Headfort    | 29 dicembre 1800  | Taylour          | Esistente                    | |
| Marchese di Sligo       | 29 dicembre 1800  | Browne           | Esistente                    | |
| Marchese di Thomond     | 29 dicembre 1800  | O'Brien          | Estinto il 3 luglio 1855     | |
| Marchese di Ely         | 29 dicembre 1800  | Tottenham        | Esistente                    | |
| Marchese di Londonderry | 13 gennaio 1816   | Stewart          | Esistente                    | |
| Marchese Conyngham      | 22 gennaio 1816   | Conyngham        | Esistente                    | |
| Marchese di Ormonde     | 22 gennaio 1816   | Butler           | Estinto il 10 agosto 1820    | |
| Marchese di Westmeath   | 12 gennaio 1822   | Nugent           | Estinto il 5 maggio 1871     | |
| Marchese di Ormonde     | 5 ottobre 1825    | Butler           | Estinto il 25 ottobre 1997   | |
| Marchese di Clanricarde | 26 novembre 1825  | de Burgh-Canning | Estinto il 12 aprile 1916    | |
| Marchese di Hamilton    | 10 agosto 1868    | Hamilton         | Esistente                    | Titolo sussidiario del duca di Abercorn; anche marchese di Abercorn nella parìa di Gran Bretagna                                                |

## Marchesati nella parìa del Regno Unito, 1801 - oggi
- Indica un marchesato esistente.

| Titolo                        | Data di creazione | Cognome                                 | Status attuale               | Note                                                                                  |
| ----------------------------- | ----------------- | --------------------------------------- | ---------------------------- | ------------------------------------------------------------------------------------- |
| Marchese di Exeter            | 4 febbraio 1801   | Cecil                                   | Esistente                    |                                                                                       |
| Marchese di Northampton       | 7 settembre 1812  | Compton                                 | Esistente                    |                                                                                       |
| Marchese Camden               | 7 settembre 1812  | Pratt                                   | Esistente                    |                                                                                       |
| Marchese di Wellington        | 3 ottobre 1812    | Wellesley                               | Esistente                    | Creato duca di Wellington nel 1814                                                    |
| Marchese Douro                | 11 maggio 1814    | Wellesley                               | Esistente                    | Titolo sussidiario del duca di Wellington                                             |
| Marchese di Anglesey          | 4 luglio 1815     | Paget                                   | Esistente                    |                                                                                       |
| Marchese di Cholmondeley      | 22 novembre 1815  | Cholmondeley                            | Esistente                    |                                                                                       |
| Marchese di Hastings          | 13 febbraio 1817  | Rawdon-Hastings                         | Estinto il 10 novembre 1868  |                                                                                       |
| Marchese di Ailesbury         | 17 luglio 1821    | Brudenell-Bruce                         | Esistente                    |                                                                                       |
| Marchese di Chandos           | 4 febbraio 1822   | Temple-Nugent-Brydges-Chandos-Grenville | Estinto il 26 marzo 1889     | Titolo sussidiario del duca di Buckingham e Chandos                                   |
| Marchese di Bristol           | 30 giugno 1826    | Hervey                                  | Esistente                    |                                                                                       |
| Marchese di Cleveland         | 5 ottobre 1827    | Vane                                    | Estinto il 21 agosto 1891    | Creato duca di Cleveland nel 1833                                                     |
| Marchese di Ailsa             | 10 settembre 1831 | Kennedy                                 | Esistente                    |                                                                                       |
| Marchese di Breadalbane       | 12 settembre 1831 | Campbell                                | Estinto l'8 novembre 1862    |                                                                                       |
| Marchese di Westminster       | 13 settembre 1831 | Grosvenor                               | Esistente                    | Creato duca di Westminster nel 1874                                                   |
| Marchese di Normanby          | 25 giugno 1838    | Phipps                                  | Esistente                    |                                                                                       |
| Marchese di Dalhousie         | 25 agosto 1849    | Broun-Ramsay                            | Estinto il 19 dicembre 1860  |                                                                                       |
| Marchese di Ripon             | 23 giugno 1871    | Robinson                                | Estinto il 22 settembre 1923 |                                                                                       |
| Marchese di Abergavenny       | 14 gennaio 1876   | Neville                                 | Esistente                    |                                                                                       |
| Marchese di Breadalbane       | 11 luglio 1885    | Campbell                                | Estinto il 19 ottobre 1922   |                                                                                       |
| Marchese di Dufferin e Ava    | 17 novembre 1888  | Hamilton-Temple-Blackwood               | Estinto il 29 maggio 1988    |                                                                                       |
| Marchese di Macduff           | 29 luglio 1889    | Duff                                    | Estinto il 29 gennaio 1912   | Titolo sussidiario del duca di Fife (creazione del 1889); anche duca di Fife dal 1900 |
| Marchese di Zetland           | 22 agosto 1892    | Dundas                                  | Esistente                    |                                                                                       |
| Marchese di Linlithgow        | 27 ottobre 1902   | Hope                                    | Esistente                    |                                                                                       |
| Marchese di Crewe             | 3 luglio 1911     | Crewe-Milnes                            | Estinto il 20 giugno 1945    |                                                                                       |
| Marchese di Lincolnshire      | 26 febbraio 1912  | Wynn-Carrington                         | Estinto il 13 giugno 1928    |                                                                                       |
| Marchese di Aberdeen e Temair | 4 gennaio 1916    | Hamilton-Gordon, later Gordon           | Esistente                    |                                                                                       |
| Marchese di Cambridge         | 16 luglio 1917    | Cambridge                               | Estinto il 16 aprile 1981    |                                                                                       |
| Marchese di Milford Haven     | 17 luglio 1917    | Mountbatten                             | Esistente                    |                                                                                       |
| Marchese di Carisbrooke       | 18 luglio 1917    | Mountbatten                             | Estinto il 23 febbraio 1960  |                                                                                       |
| Marchese Curzon di Kedleston  | 28 giugno 1921    | Curzon                                  | Estinto il 20 marzo 1925     |                                                                                       |
| Marchese di Reading           | 7 maggio 1926     | Isaacs, poi Rufus Isaacs                | Esistente                    |                                                                                       |
| Marchese di Willingdon        | 26 maggio 1936    | Freeman-Thomas                          | Estinto il 19 marzo 1979     |                                                                                       |